# Uhu

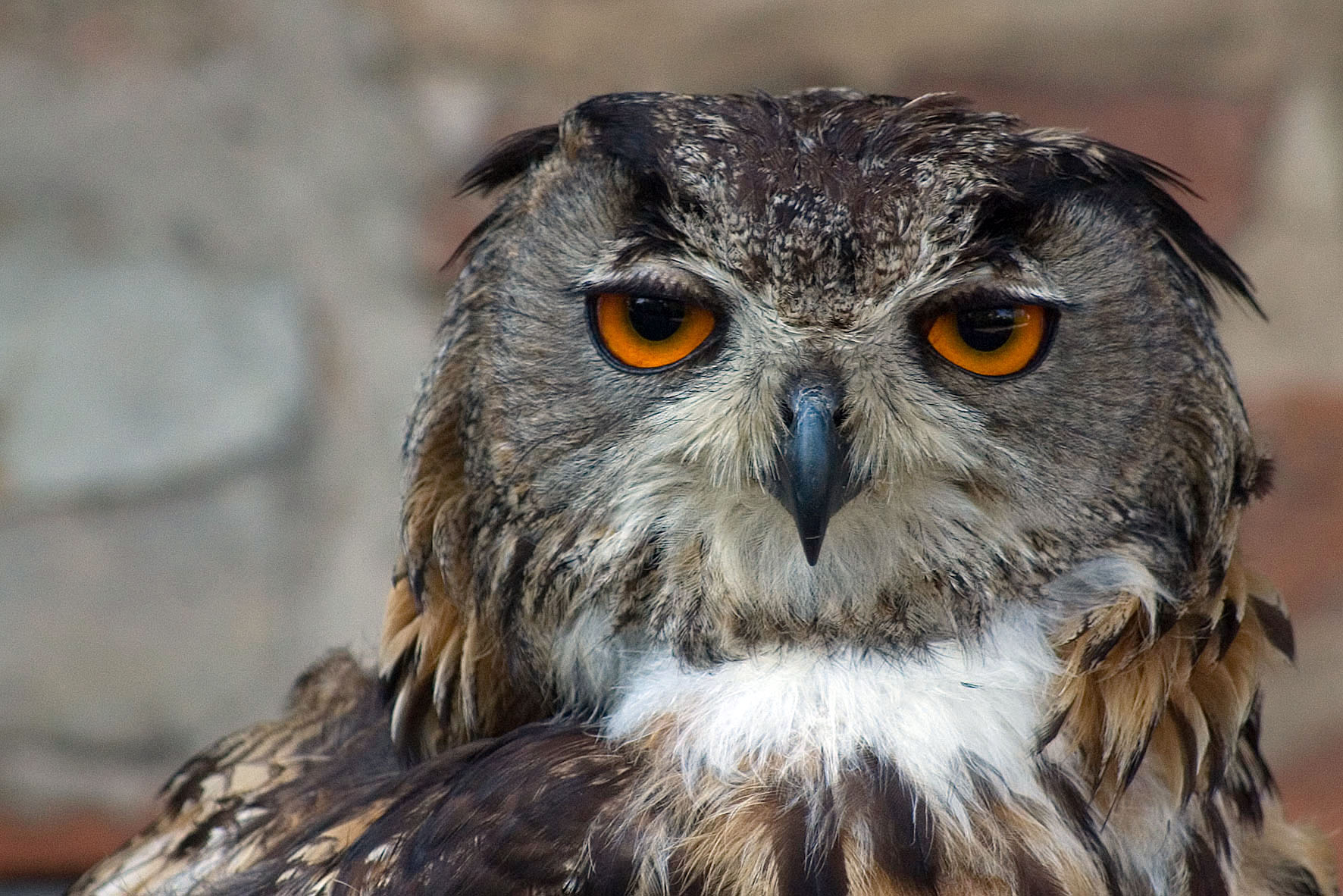
Erős tépőcsőre van

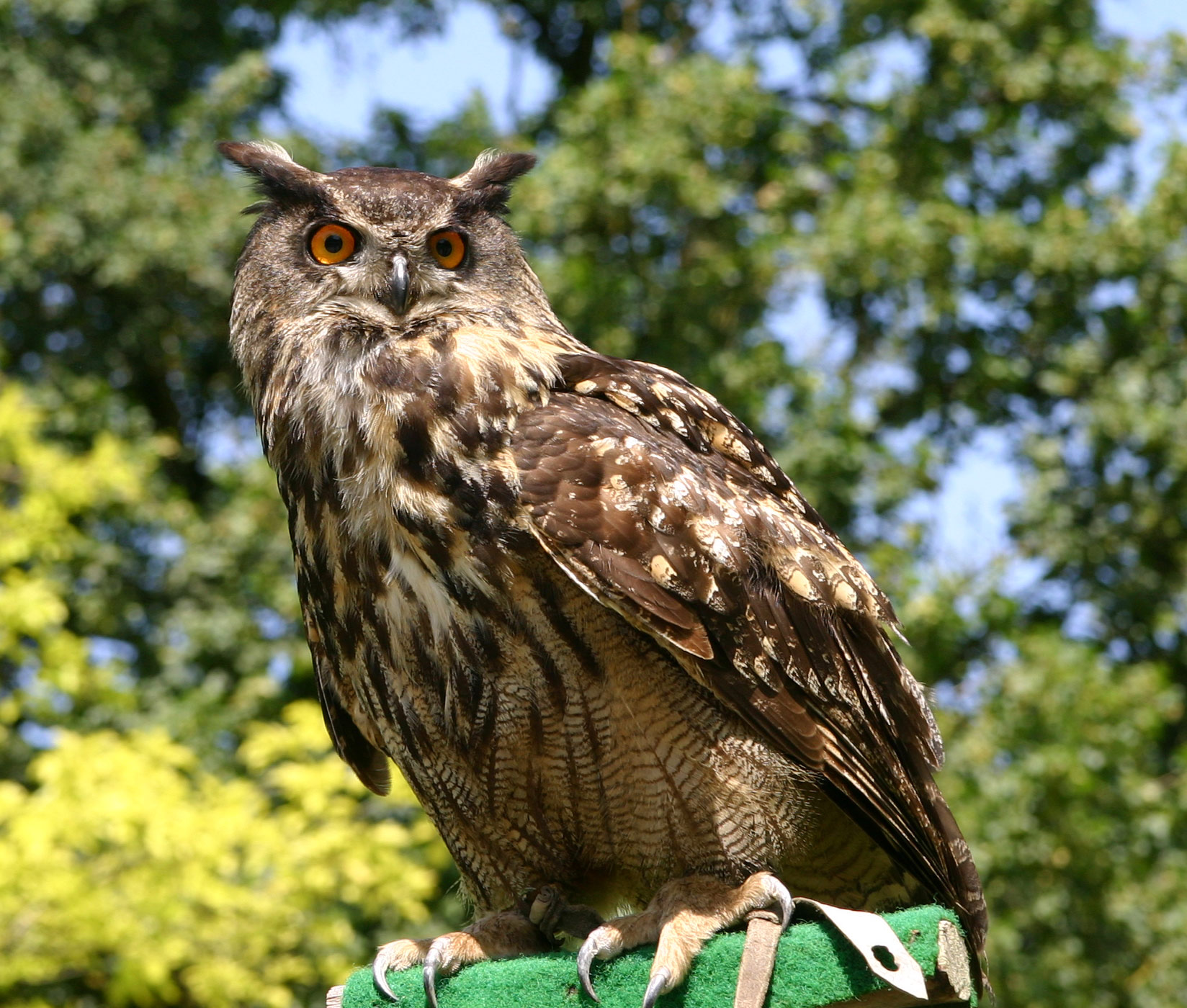

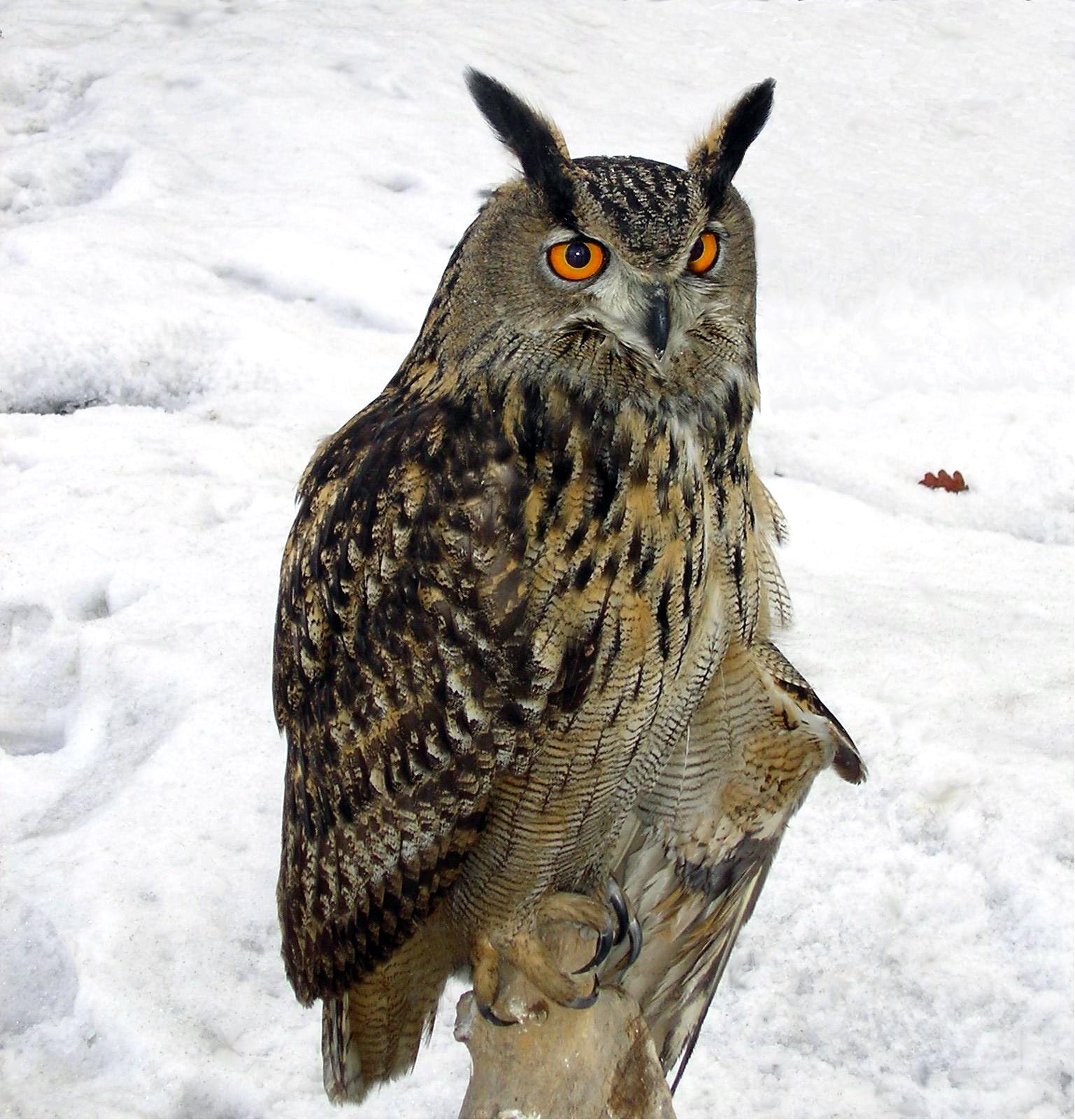

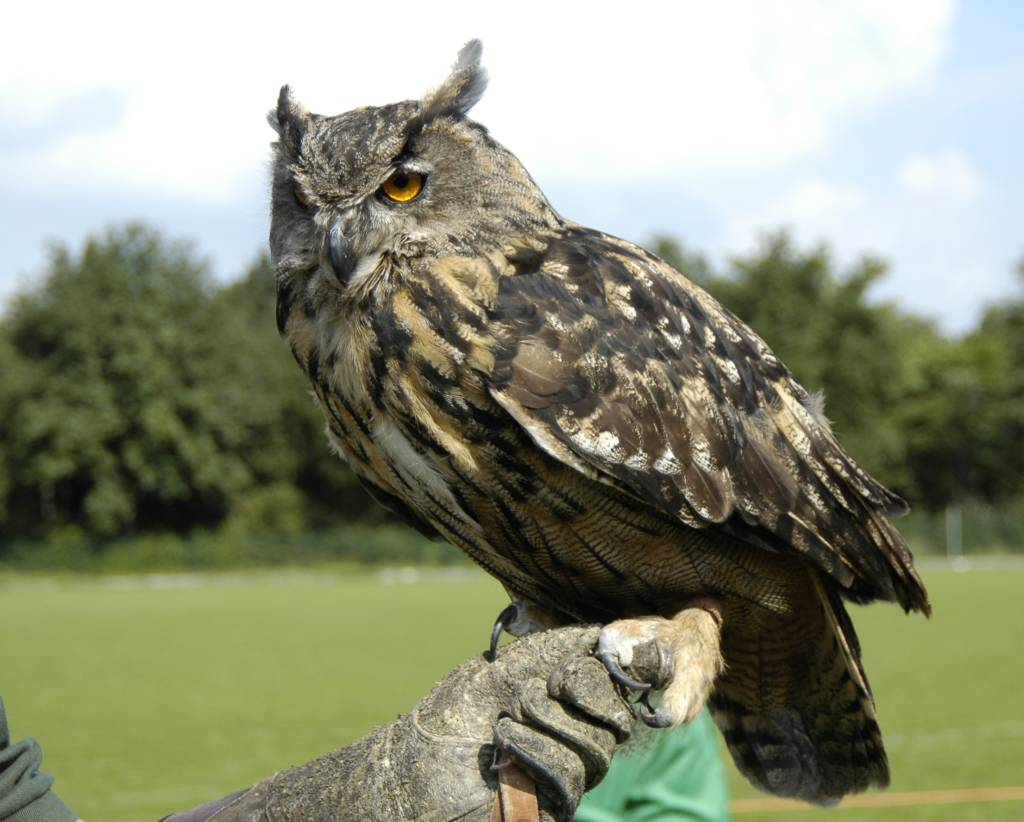

Az uhu vagy nagy fülesbagoly (Bubo bubo) a madarak osztályának bagolyalakúak (Strigiformes) rendjébe és a bagolyfélék (Strigidae) családjába tartozó faj.

## Előfordulása
Eurázsiában él. Kerüli az embert, hiszen a nehezen megközelíthető, sziklás, szakadékokkal szabdalt területeket kedveli, amelyeket elszórtan fák borítanak. Manapság azonban parkokban, városias vagy külvárosi területeken is észlelni őket, valamint hegységek menti települések közelében, esetleg elhagyott bányákban.

## Alfajai
- európai uhu (Bubo bubo bubo) – Észak- és Közép-Európa
- spanyol uhu (Bubo bubo hispanus) – Spanyolország és Portugália
- orosz uhu (Bubo bubo ruthenus) – Nyugat-Oroszország (az Ural hegységtől nyugatra)
- közel-keleti uhu (Bubo bubo interpositus) – Ukrajna déli részétől Szíriáig
- szibériai uhu (Bubo bubo sibiricus) – Nyugat-Szibéria, az Ural hegységtől az Ob folyóig
- közép-szibériai uhu (Bubo bubo yenisseensis) – Közép-Szibéria, az Ob folyótól a Bajkál-tóig
- jakut uhu (Bubo bubo jakutensis) – Északkelet-Szibéria, a Bajkál-tótól a Csendes-óceánig
- usszuri uhu (Bubo bubo ussuriensis) – Usszuri-föld és Észak-Kína
- közép-ázsiai uhu (Bubo bubo turcomanus) – Kazahsztántól Nyugat-Mongóliáig
- türkmén uhu (Bubo bubo omissus) – Irán északkeleti része, Türkmenisztán és Nyugat-Kína
- iráni uhu (Bubo bubo nikolskii) – Irán déli része, Afganisztán és Pakisztán
- bengál uhu (Bubo bubo bengalensis) – India, Nepál, Banglades és Burma nyugati része, egyes rendszerek Bubo bengalensis önálló fajként sorolják be
- himalájai uhu (Bubo bubo hemachalana – Himalája, Tien-san és a Pamír hegységek
- tibeti uhu (Bubo bubo tibetanus) – Tibet
- Bubo bubo tarimensis – Mongólia és Észak-Kína
- kínai uhu (Bubo bubo kiautschensis) – Kína keleti része
- koreai uhu (Bubo bubo tenuipes) – Észak-Korea és Dél-Korea
- délkelet-kínai uhu (Bubo bubo swinhoei) – Délkelet-Kína
- Kuril-szigeteki uhu Bubo bubo borissowi – Szahalin és a Kuril-szigetek
- Bubo bubo auspicabilis
- Bubo bubo dauricus
- Bubo bubo gladkovi
- Bubo bubo inexpectatus
- Bubo bubo jarlandi
- Bubo bubo meridionalis
- Bubo bubo ognevi
- Bubo bubo zaissanensis

## Megjelenése
A legnagyobb bagolyfajok egyike, magassága 60-75 centiméter, szárnyfesztávolsága 160-188 centiméter. A tojó nagyobb és nehezebb, mint a hím, tömege 1750-4200 gramm között van, míg a hím tömege 1500-2800 gramm közötti. Háta rozsdabarna, feketés vonalkákkal, hasi része sárgás, hullámos barna rajzokkal. Tollfülei jól láthatók. Lábai tollasak, szárnyai nem érnek a farka végéig. Horgas csőre van, amivel könnyen tudja tépni a zsákmányát.

## Életmódja
Éjjeli ragadozó, nappal sziklarésekben, fák üregében pihen. Madarakon és kisebb emlősökön kívül a nyulakat is zsákmányul ejti. Nagy termete lehetővé teszi akár más baglyok, őzgidák és rókák elejtését is. Éjjeli állat, de megfigyeltek olyan példányokat is, amelyek nappal jártak zsákmány után. Rendkívül kifinomult látása és hallása segíti vadászatában.

## Szaporodása
Magányosan élnek, csak a költési időszakban állnak össze az állandó, egymás mellett élethosszig kitartó párok. Az egyedek hevesen védelmezik territóriumukat. A költési időszaka február és augusztus közé esik. Gyakran más fajok fészkét foglalja el, vagy saját maga rakja egy-egy védett sziklakiszögellésre, barlang bejáratához, a tajgán a talajra. A fészket a pár több éven keresztül is használhatja. A költésben a tojó egyedül vesz részt, a fiókák felnevelésében azonban a hím is szerepet vállal. A fészkét hevesen védelmezi a betolakodókkal szemben. Fészekalja 4-6 tojásból áll, melyen 34 napig kotlik, a fiókák fészeklakók, és nagyjából 7 hetesen válnak röpképessé. A fiatalok 2-3 évesen költenek először. A megfigyelések szerint 31 éves korukban még szaporodóképesek. A természetben többnyire 20 évnél nem élnek tovább, fogságban azonban 60 évig is elélhetnek.

## Védettsége
Rendkívül érzékenyek élőhelyük, környezetük változásaira. Ha kevesebb a táplálék, egyből csökken a párzási kedvük, így a költési időszak is késik.
Magyarországon fokozottan védett, természetvédelmi értéke 500 000 Ft, hazai állománya 40 párra tehető. Elsősorban középhegységeink sziklafalain, elhagyatott kőbányáiban fészkel. Kizárólag éjszakai aktivitású bagolyfaj, a nappalt sziklaüregekben és sziklapárkányokon tölti. Zsákmányállatai rágcsálók, nyúlfiak és sünök. Állománya a sikeres természetvédelmi intézkedéseknek köszönhetően növekvőben van.
Állatkertekben gyakori fajnak számít, Magyarországon a Budapesti Állatkertben, a Debreceni Állatkertben, a Jászberényi Állatkertben, a Nyíregyházi Állatparkban, a Veszprémi Állatkertben és a Pécsi Állatkertben mutatnak be uhut (általában nem a hazai, hanem a koreai alfaját).

## Vadászat uhuval

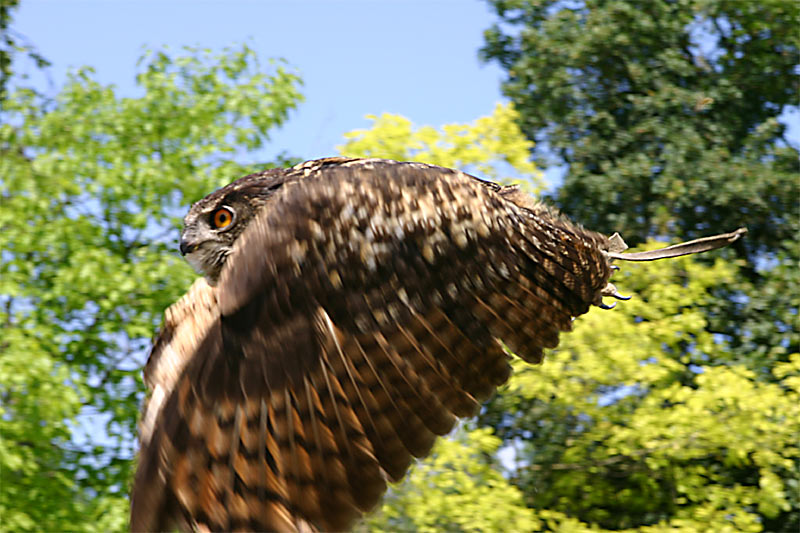
A repülő vadász

Uhut használnak vadászatra. E célból az uhut még fiatalon befogják, röptetőkben tartják. Amint kitollasodott, egyik lábára erős bőrből készült béklyót tesznek. Melegvérű állatokkal – hetente legalább kétszer – etetik. Veleszületett ösztönénél fogva csakhamar megismerkedik ellenségeivel, melyeket azután minden tanítás nélkül különbözőképpen jelez. Így a varjút, szarkát, vércsét ide-oda tipegéssel, tollainak borzolgatásával jelenti; hasonlóan a karvalyt, sólymot és az ölyvet is, csakhogy fejét vállai közé húzva, csőrével pedig kelepelve; a nagy sast pedig ülőkéjéről leugorva a földön várja, sőt még hátára is fekszik, hatalmas karmaival védve testét. Ha azután az uhuval vadászni akarnak, akkor az erdő kiszögellésein, a nyílt mezőn bagolykunyhót építenek a vadásznak. A gödröt azután befedik kilövőrésekkel ellátott fatetővel és földdel úgy, hogy az egésznek kívülről földhányás alakja legyen. A kunyhó előtt 20-30 méternyire erősen oldalt hajló ágat ásnak a földbe ülőkének az uhu számára, s végül ettől mintegy 10 méternyire leszállásra alkalmas fát raknak az uhura lecsapó madarak számára. A vadászatnál az uhut egyszerűen az ülőkéhez kötik, a vadász pedig a kunyhóba húzódva várja a ragadozó madarak érkezését. A vadászatra különösen a kora tavasz és az ősz, a ragadozó madarak vándorlási ideje alkalmas.
Fontos megjegyezni, hogy egy uhu karmolása életveszélyes az emberre nézve. A madár karmai alatt a zsákmány elfogyasztása során kisebb húscafatok és szőr maradhat, amely hamar bomlásnak indul. Az uhukarmolás fertőző baktériumokat juttathat a véráramba, igen nagy emiatt a vérmérgezés kockázata. A karmolást követően azonnal orvoshoz kell fordulni.

## Érdekességek
A népszerű magyar rajzfilmsorozat, a Dr. Bubó főszereplője is egy uhu bagoly, erre utal a latinból kölcsönzött neve is.

## Képek

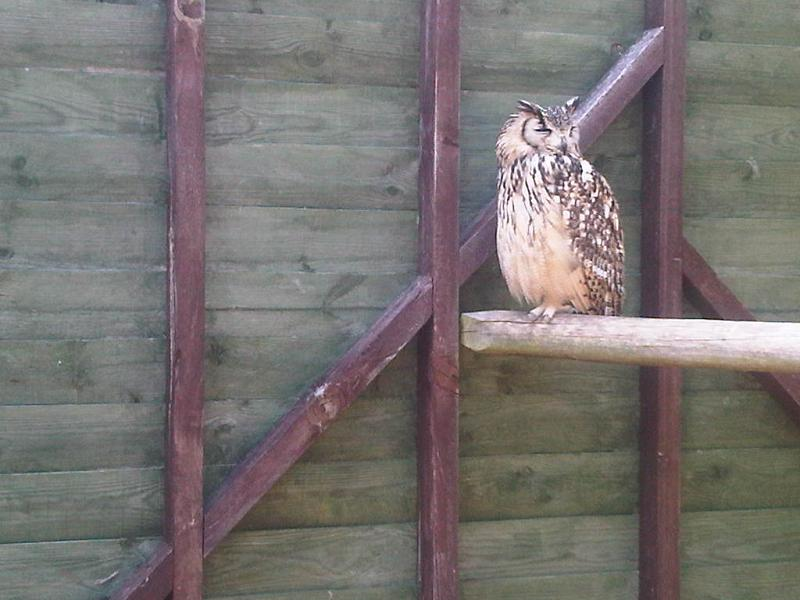
szunnyadó uhu
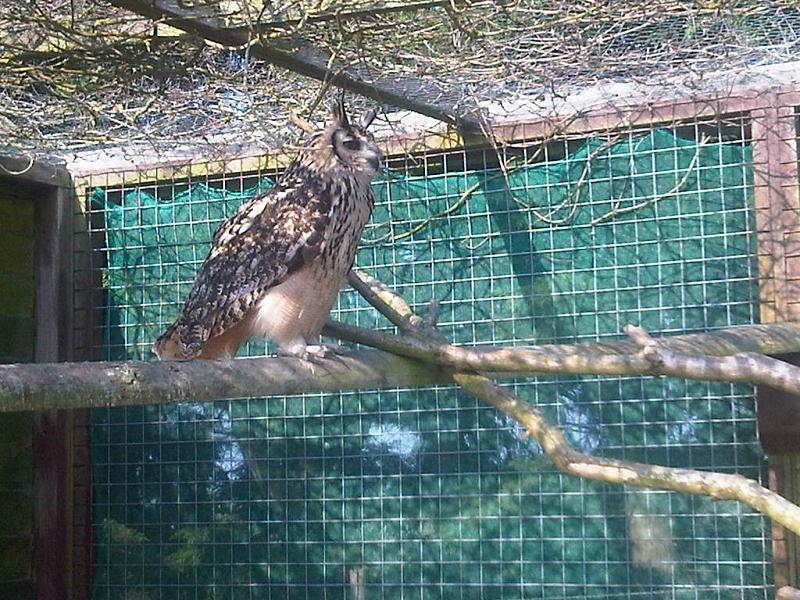
figyelő uhu
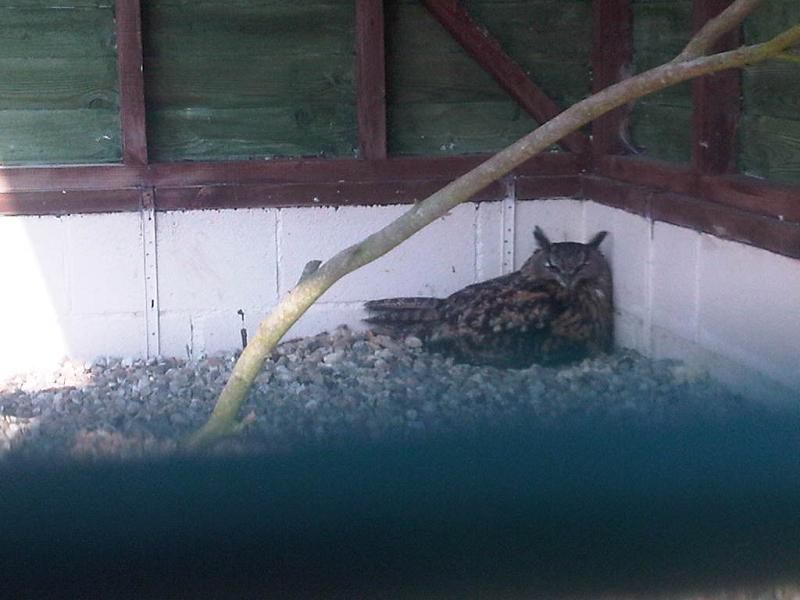
fészkelő uhu
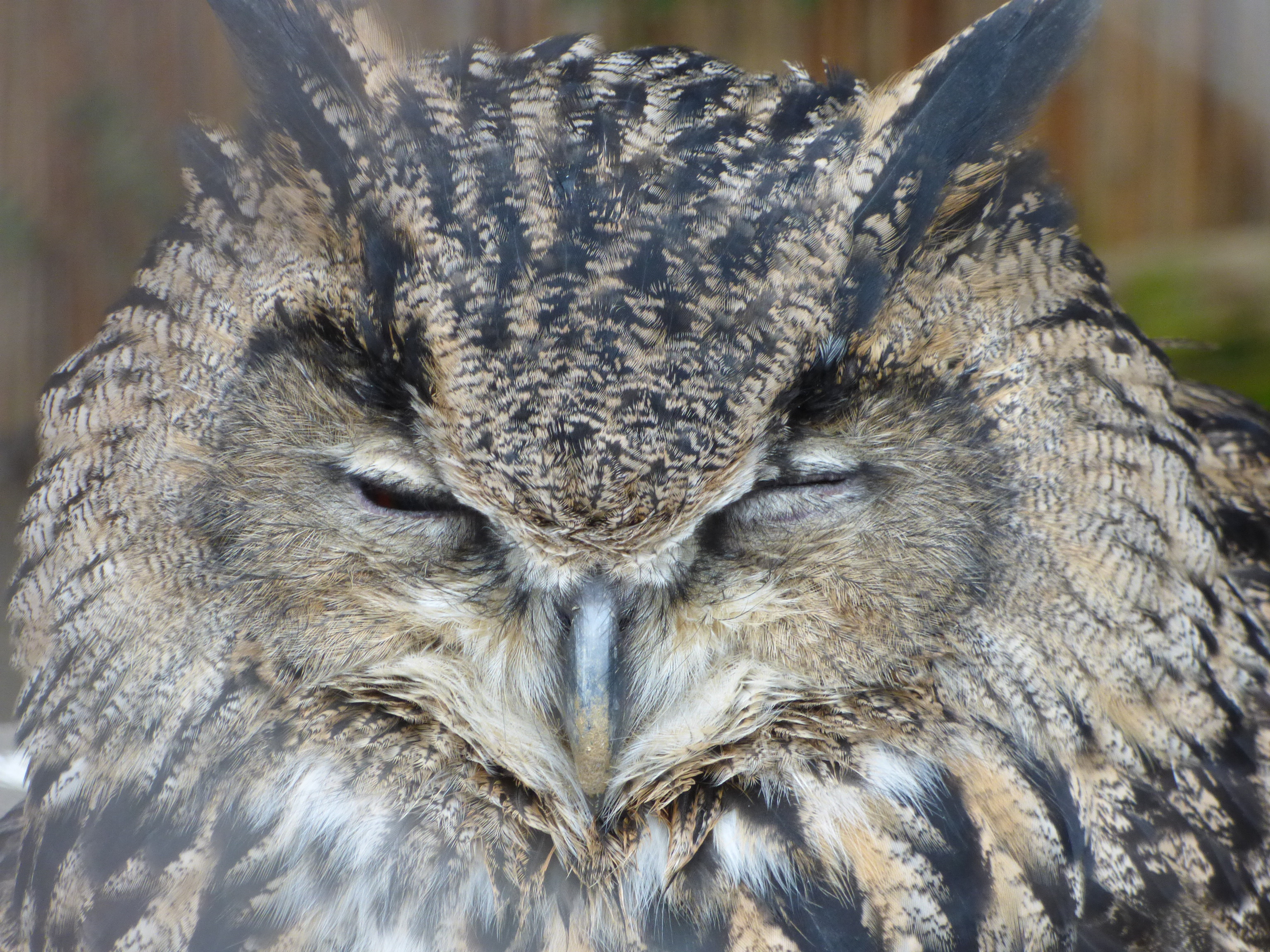
Uhu portré a Budakeszi Vadasparkban